# Liga Nacional de Guatemala 1987
La Liga Nacional de Guatemala 1987 es el trigésimo sexto torneo de Liga de fútbol de Guatemala. El campeón del torneo fue el  Municipal, consiguiendo su undécimo título de liga.

## Formato
El formato del torneo era de todos contra todos a dos vueltas, donde los primeros cuatro lugares clasificaban a una cuadrangular por el título, el campeón se definía entre el campeón de la fase regular y el campeón de la cuadrangular, mediante partido final en cancha neutral.  El último lugar de la fase de clasificación descendería a la categoría inmediata inferior.
Por ganar el partido se otorgaban 2 puntos, si era empate era un punto, por perder el partido no se otorgaban puntos.

## Equipos participantes
| Club                | Ciudad              | Departamento   | Estadio                            |
| ------------------- | ------------------- | -------------- | ---------------------------------- |
| Deportivo Amatitlán | Amatitlán           | Guatemala      | Estadio Municipal de Amatitlán     |
| Aurora              | Ciudad de Guatemala | Guatemala      | Estadio del Ejército               |
| Cobán Imperial      | Cobán               | Alta Verapaz   | Estadio José Ángel Rossi           |
| Comunicaciones      | Ciudad de Guatemala | Guatemala      | Estadio Mateo Flores               |
| Del Monte           | Morales             | Izabal         | Estadio Del Monte                  |
| Galcasa             | Villa Nueva         | Guatemala      | Estadio Galcasa de Villa Nueva     |
| Izabal JC           | Puerto Barrios      | Izabal         | Estadio Roy Fearon                 |
| Deportivo Jalapa    | Jalapa              | Jalapa         | Estadio Edilberto Bonilla          |
| Juventud Retalteca  | Retalhuleu          | Retalhuleu     | Estadio Óscar Monterroso Izaguirre |
| Municipal           | Ciudad de Guatemala | Guatemala      | Estadio Mateo Flores               |
| Suchitepéquez       | Mazatenango         | Suchitepéquez  | Estadio Carlos Salazar Hijo        |
| Xelajú MC           | Quetzaltenango      | Quetzaltenango | Estadio Mario Camposeco            |

### Equipos por Departamento
| Departamento                                      | N.º | Equipos                                                |
| ------------------------------------------------- | --- | ------------------------------------------------------ |
| Alta Verapaz                                      | 1   | Cobán Imperial                                         |
| Guatemala                                         | 5   | Amatitlán, Aurora, Comunicaciones, Galcasa, Municipal. |
| Izabal                                            | 2   | Del Monte, Izabal JC.                                  |
| Jalapa                                            | 1   | Deportivo Jalapa                                       |
| Quetzaltenango                                    | 1   | Xelajú MC.                                             |
| Archivo:Coat of arms of Retalhuleu.gif Retalhuleu | 1   | Juventud Retalteca                                     |
| Suchitepéquez                                     | 1   | Suchitepéquez                                          |

## Fase de clasificación
|  | Pos. | Equipos                  | PJ | PG | PE | PP | GF | GC | Dif. | PTS | Clasificación                             |
|  | ---- | ------------------------ | -- | -- | -- | -- | -- | -- | ---- | --- | ----------------------------------------- |
|  | 1º   | Municipal                | 33 | 20 | 11 | 2  | 55 | 23 | +32  | 51  | Final del campeonato - Cuadrangular final |
|  | 2º   | Aurora                   | 33 | 19 | 8  | 6  | 61 | 29 | +32  | 46  | Cuadrangular final                        |
|  | 3º   | Comunicaciones           | 33 | 16 | 9  | 8  | 51 | 29 | +32  | 41  | Cuadrangular final                        |
|  | 4º   | Cobán Imperial           | 33 | 15 | 10 | 8  | 48 | 34 | +14  | 40  | Cuadrangular final                        |
|  | 5º   | Del Monte                | 33 | 13 | 10 | 10 | 46 | 37 | +9   | 36  |                                           |
|  | 6º   | Jalapa                   | 33 | 9  | 12 | 12 | 35 | 39 | -4   | 30  |                                           |
|  | 7º   | Izabal Juventud Católica | 33 | 10 | 8  | 15 | 26 | 42 | -16  | 28  |                                           |
|  | 8º   | Allies                   | 33 | 7  | 13 | 13 | 30 | 36 | -6   | 27  |                                           |
|  | 9°   | Amatitlán                | 33 | 8  | 11 | 14 | 37 | 56 | -19  | 27  |                                           |
|  | 10º  | Galcasa                  | 33 | 9  | 8  | 16 | 33 | 41 | -8   | 26  |                                           |
|  | 11°  | Xelajú MC                | 33 | 9  | 7  | 17 | 26 | 49 | -23  | 25  |                                           |
|  | 12°  | Pensamiento              | 33 | 6  | 7  | 20 | 26 | 59 | -33  | 19  | Descendido a la Primera División B 1988   |
|  |      |                          |    |    |    |    |    |    |      |     |                                           |

## Fase final
|  | Pos. | Equipos        | PJ | PG | PE | PP | GF | GC | Dif. | PTS | Clasificación        |
|  | ---- | -------------- | -- | -- | -- | -- | -- | -- | ---- | --- | -------------------- |
|  | 1º   | Aurora         | 6  | 4  | 2  | 0  | 8  | 2  | +6   | 10  | Final del campeonato |
|  | 2º   | Municipal      | 6  | 4  | 1  | 1  | 9  | 5  | +4   | 9   |                      |
|  | 3º   | Comunicaciones | 6  | 1  | 1  | 4  | 9  | 8  | +1   | 3   |                      |
|  | 4º   | Cobán Imperial | 6  | 0  | 2  | 4  | 6  | 17 | -11  | 2   |                      |
|  |      |                |    |    |    |    |    |    |      |     |                      |

#### Final
| 18 de diciembre de 1987 | Municipal | 0:0 (4:2 p.) | Aurora | Estadio Mateo Flores, Ciudad de Guatemala |  |
|                         |           |              |        | Asistencia: 23,000 espectadores           |  |

## Campeón
| Campeón Temporada 1987 |
| Municipal 11º Título   |
| ---------------------- |

## Torneos internacionales
|  | Pos. | Equipos        | PJ | PG | PE | PP | GF | GC | Dif. | PTS | Clasificación                                        |
|  | ---- | -------------- | -- | -- | -- | -- | -- | -- | ---- | --- | ---------------------------------------------------- |
|  | 1º   | Aurora         | 6  | 4  | 2  | 0  | 8  | 2  | +6   | 10  | Copa de Campeones de la Concacaf 1988 - Segunda fase |
|  | 2º   | Municipal      | 6  | 4  | 1  | 1  | 9  | 5  | +4   | 9   | Copa de Campeones de la Concacaf 1988 - Segunda fase |
|  | 3º   | Comunicaciones | 6  | 1  | 1  | 4  | 9  | 8  | +1   | 3   |                                                      |
|  | 4º   | Cobán Imperial | 6  | 0  | 2  | 4  | 6  | 17 | -11  | 2   |                                                      |
|  |      |                |    |    |    |    |    |    |      |     |                                                      |